# Te Wahipounamu
Te Wahipounamu – rezerwat przyrody, położony w Nowej Zelandii, w południowo-zachodniej części Wyspy Południowej. 
Rezerwat został wpisany na listę światowego dziedzictwa UNESCO w 1990 roku. Jego powierzchnia wynosi 26 000 km². Na terenie rezerwatu zlokalizowane są 4 parki narodowe: Fiordland National Park, Park Narodowy Góry Cooka, Mount Aspiring National Park oraz Westland Tai Poutini National Park, które razem zajmują powierzchnię 1 725 437 ha. Ponadto obszar ten zawiera 2 rezerwaty przyrody, 3 rezerwaty naukowe, 13 rezerwatów widokowych, 4 rezerwaty zarządzania przyrodą, 5 obszarów ekologicznych, 1 obszar chroniony oraz 1 rezerwat prywatny (20 ha). 
Krajobraz w tym parku został ukształtowany przez kolejne zlodowacenia. W ten sposób powstały fiordy, skaliste wybrzeże, wysokie klify, jeziora i wodospady. Dwie trzecie parku jest pokryta lasem złożonym głównie z gatunków z rodziny bukanowatych i zastrzalinowatych. Niektóre osobniki drzew liczą ponad 800 lat. Na terenie rezerwatu występują takie zagrożone gatunki ptaków, jak kea czy takahe, które są endemiczne dla Nowej Zelandii.

## Położenie

Położenie rezerwatu

Rezerwat położony jest w południowo-zachodniej części Wyspy Południowej w Nowej Zelandii. Zajmuje około 10% powierzchni kraju i stanowi pas o długości 450 km i szerokości 40–90 km od śródlądowej części wyspy do Morza Tasmana. Znajduje się na granicy płyt tektonicznych – australijskiej i pacyficznej. W wyniku kolizji tych dwóch płyt tektonicznych wypiętrzył się łańcuch górski – Alpy Południowe, wznoszące się na wysokość ponad 3000 m n.p.m. w odległości zaledwie 30 km od wybrzeża.

## Lista światowego dziedzictwa UNESCO

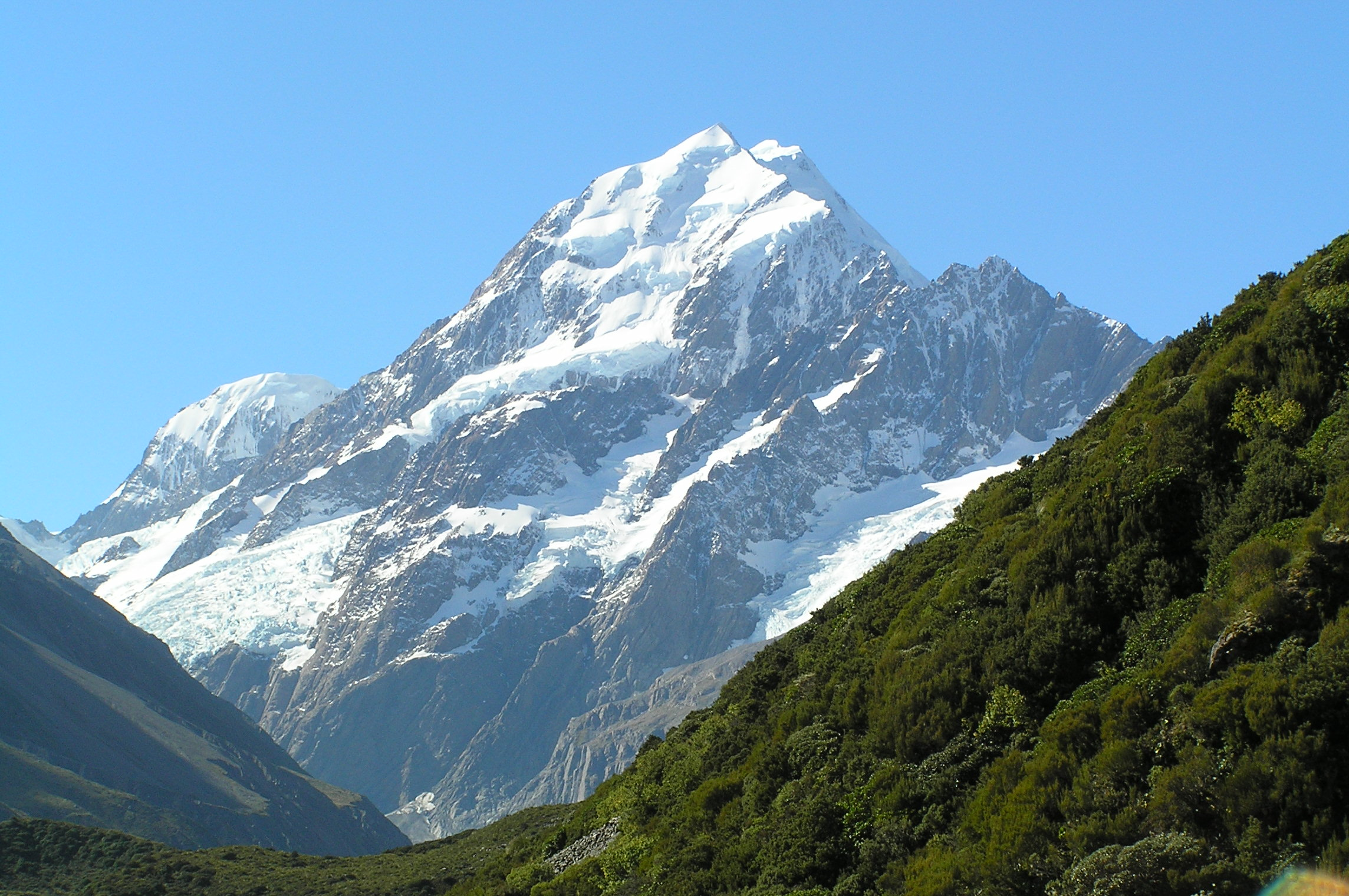
Góra Cooka – najwyższy szczyt Alp Południowych

W 1990 roku park został wpisany na listę światowego dziedzictwa UNESCO. Został zakwalifikowany według następujących kryteriów wraz z opisem:
- Kryterium VII – rezerwat zawiera wiele naturalnych cech, które przyczyniają się do międzynarodowej reputacji Nowej Zelandii. Występuje tu wiele superlatyw krajobrazów w skali kraju: najwyższe góry, najdłuższe lodowce, najwyższe lasy, najdziksze rzeki, największe wąwozy czy najgłębsze fiordy i jeziora. Znajdują się tu także wyspy Solander Islands, które są pozostałością wygasłego wulkanu. Krajobrazy tu występujące cechują się światowej klasy czystym pięknem. Jest to obszar zawierający pierwotne widoki: ośnieżone góry, lodowce, lasy, łąki tussock, jeziora, rzeki czy bagna. Nie ma wielu śladów działalności człowieka.
- Kryterium VIII – obszar ten jest uważany za najlepszy przykład ewolucji prymitywnych taksonów z Gondwany do współczesnych ekosystemów. Progresywny rozpad tego superkontynentu jest uważany za jeden z najważniejszych wydarzeń w historii ewolucji Ziemi. Separacja Nowej Zelandii przed pojawieniem się torbaczy i innych ssaków oraz jej izolacja były kluczowymi czynnikami umożliwiającymi przetrwanie pradawnej flory i fauny Gondwany na wyspach Nowej Zelandii w większym stopniu niż gdzie indziej. Żyjącymi przedstawicielami tamtejszej przyrody są między innymi nielot kiwi, mięsożerne ślimaki lądowe, 14 gatunków z rodzin zastrzalinowatych czy bukanowatych. Obszar ten pokrywają liczne rzeźby terenu stworzone podczas zlodowacenia w plejstocenie. Można wyróżnić takie formy jak lodowce, fiordy, jeziora polodowcowe czy doliny U-kształtne.
- Kryterium IX – tutejsze siedliska są w dużym stopniu niezmodyfikowane. Przyroda wykazuje wysoki stopień geo- i bioróżnorodności. Ekosystemy słodkowodne, alpejskie oraz lasy deszczowe spotykane są na różnorodnych formach rzeźby terenu, w różnych mikroklimatach i na różnych wysokościach nad poziomem morza. Wybitne przykłady trwających procesów biologicznych można znaleźć w rozległych umiarkowanych lasach deszczowych. Kolejnymi przykładami ewolucji biologicznej są powszechne i mało zmienione siedliska słodkowodne, imponująca różnorodność ekosystemów, rozległe stanowiska roślinności alpejskiej oraz ciągły rozwój populacji zwierząt, który jest związany z długoletnią izolacją geograficzną.
- Kryterium X – siedliska rezerwatu zawierają szeroką gamę endemicznych gatunków fauny Nowej Zelandii, która odzwierciedla długą ewolucyjną izolację jak i brak drapieżnych ssaków. Można tu wyróżnić między innymi takie gatunki jak: takahe, kiwi brunatny, kiwi szary, maorysek leśny, modrolotka żółtoczapkowa czy cyraneczka rdzawa. Gatunek najrzadszej i najcięższej papugi na świecie, kakapo, przetrwał w Parku Narodowym Fiordland początku lat 80. XX wieku. Obecnie jest uważany za wymarły na wolności, a jego przetrwanie zależy od starannego zarządzania ograniczoną liczbą osobników.

## Środowisko abiotyczne
Na obszarze rezerwatu przeważa krajobraz górski. W jego południowo-zachodniej części występują lodowce. Ponadto w Te Wahipounamu występuje 15 fiordów, szereg dużych jezior polodowcowych oraz moreny zbudowane ze skał ultramaficznych.
Występują tu różne typy krajobrazów – od przybrzeżnego do górskiego. Obejmują one pełną gamę erozji i depozycji rzeźby w plejstocenie oraz współczesnego pochodzenia polodowcowego.

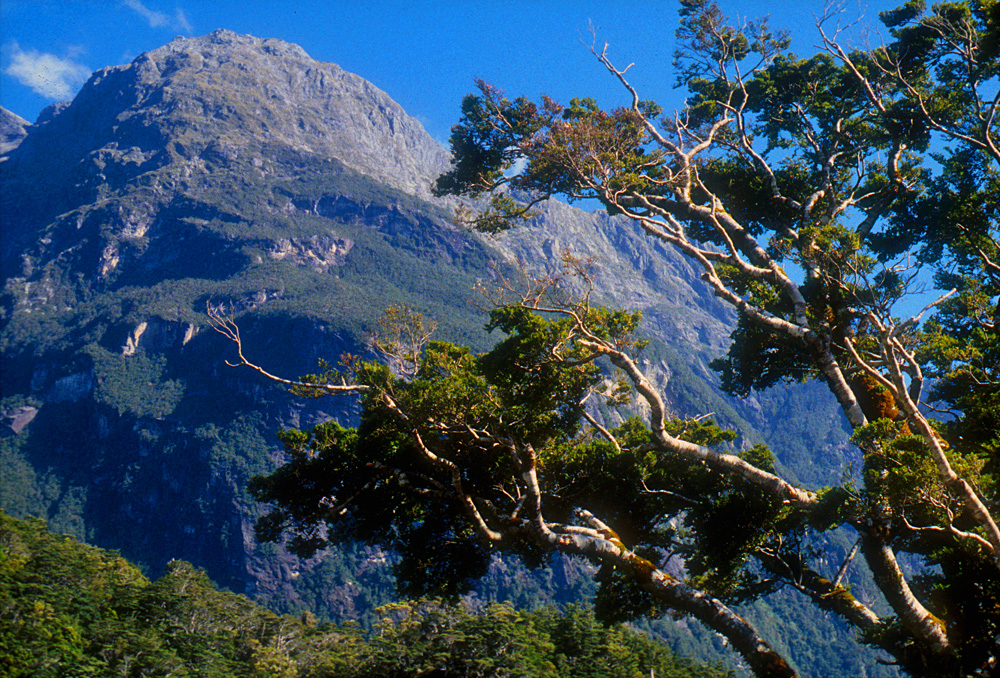
Milford Sheerdown Peak
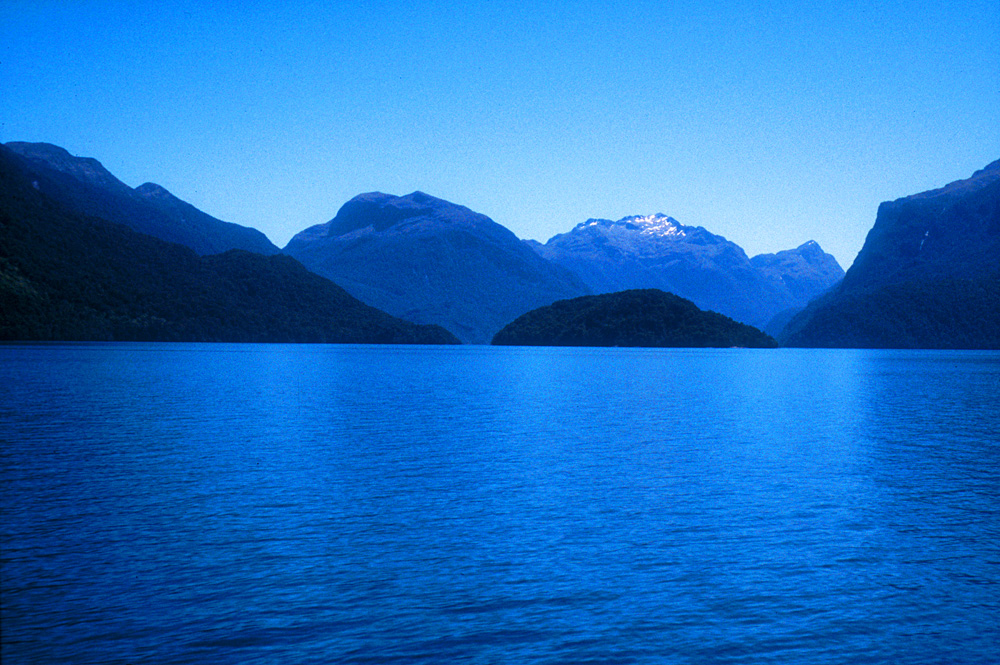
Jezioro Te Anau
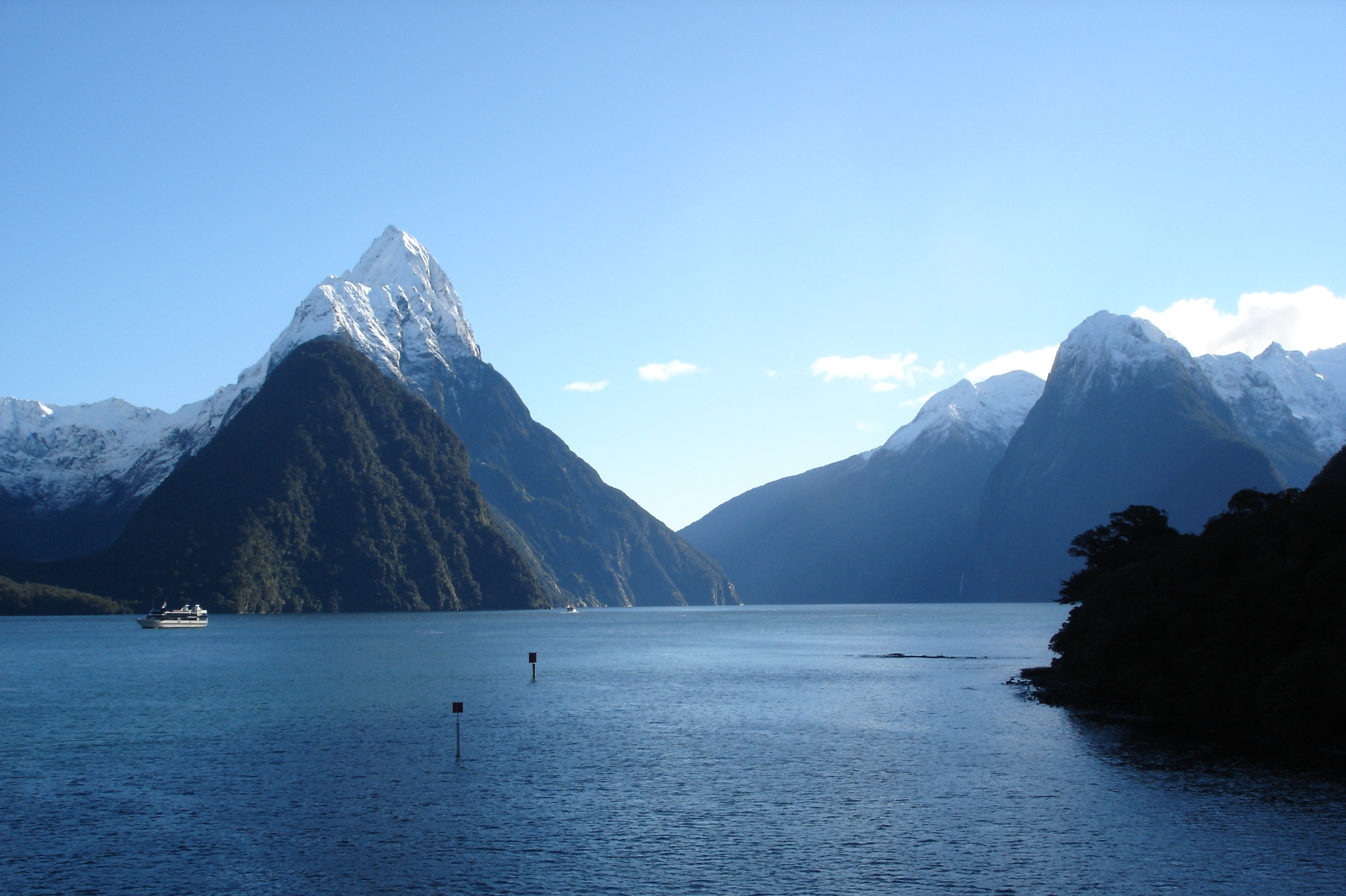
Zatoka Milforda
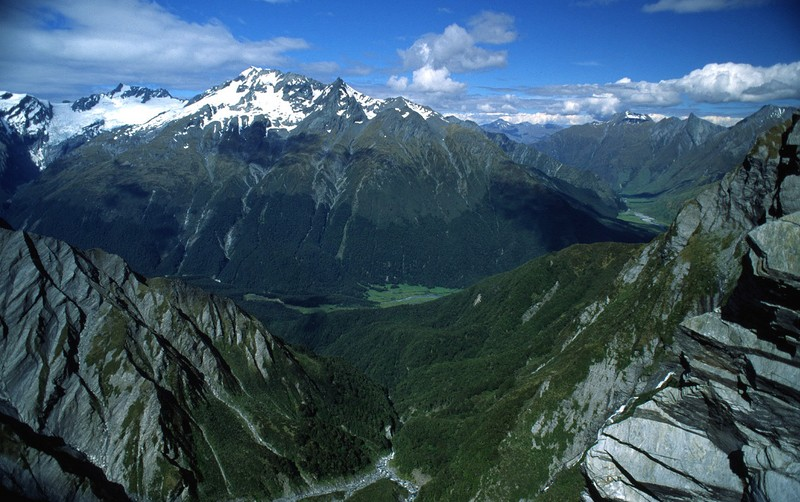
Dolina Matukituki
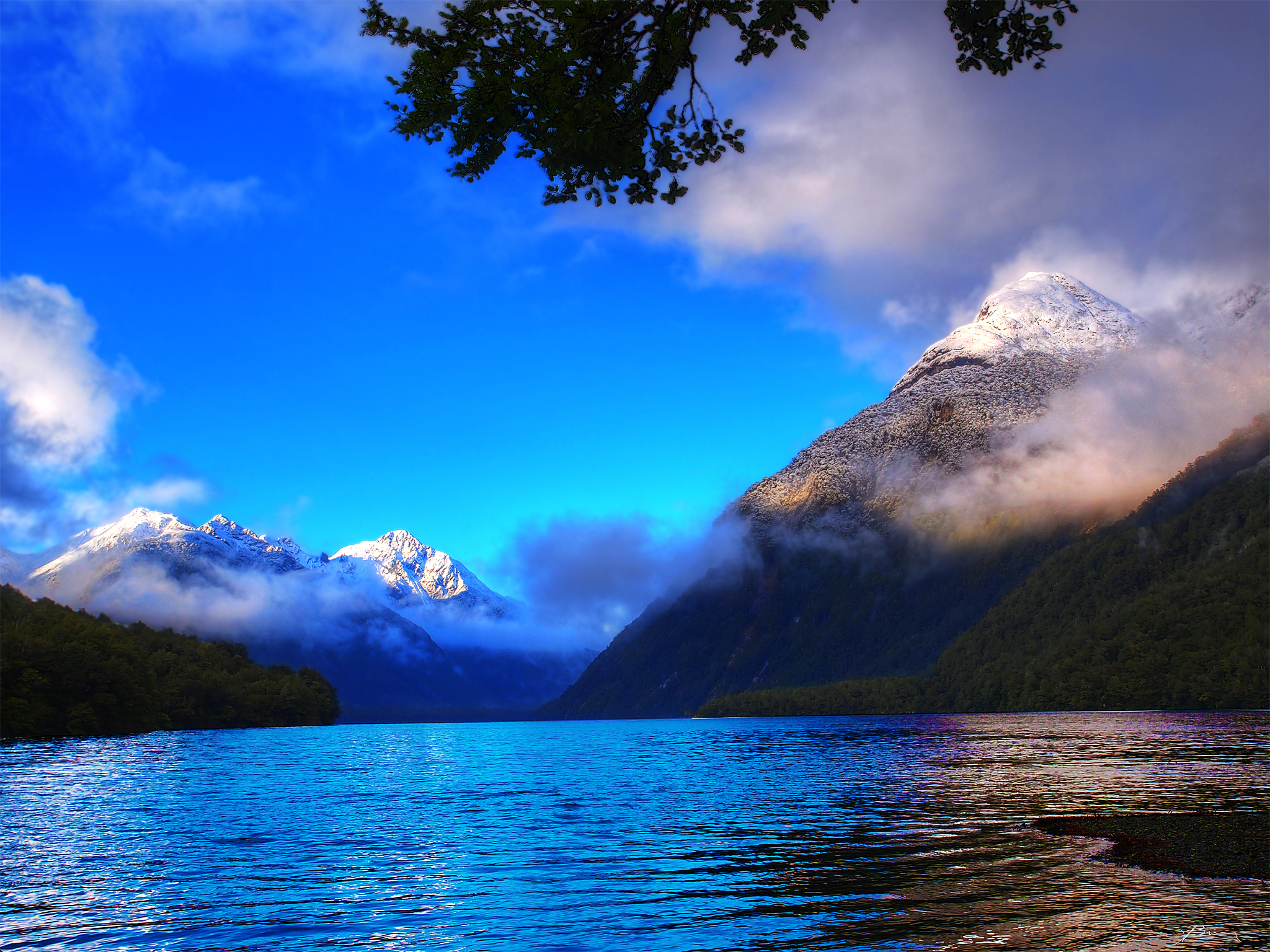
Jezioro Gunn

## Flora
Wśród flory występującej w parku można wyróżnić takie gatunki jak Ranunculus lyallii z rodziny jaskrowatych, Metrosideros umbellata z rodziny mirtowatych, Nothofagus menziesii z rodziny bukanowatych czy gatunki z rodziny zastrzalinowatych – Dacrydium cupressinum, Podocarpus totara oraz Prumnopitys ferruginea. Wszystkie wymienione powyżej gatunki znajdują się w Czerwonej księdze gatunków zagrożonych.

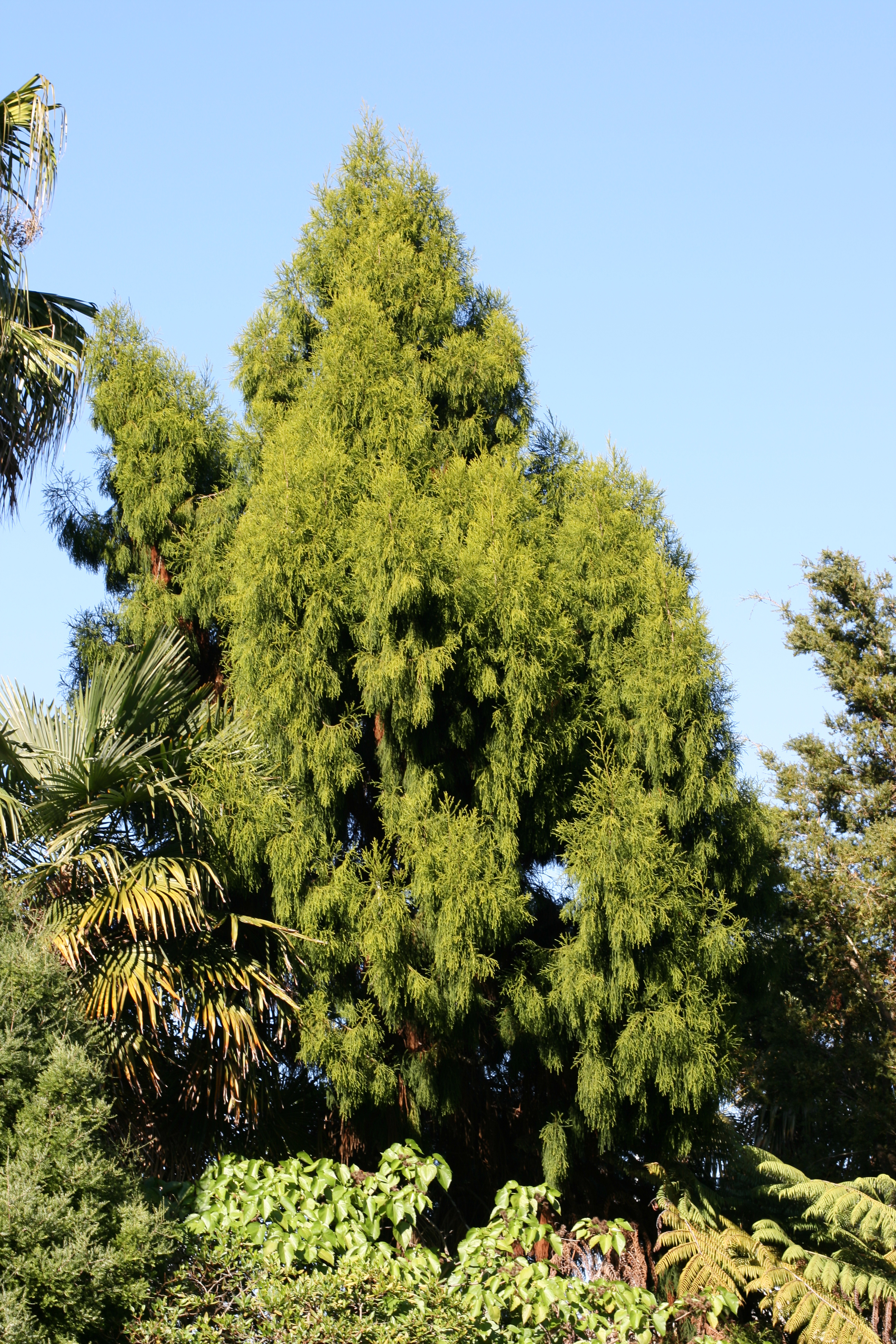
Dacrydium cupressinum
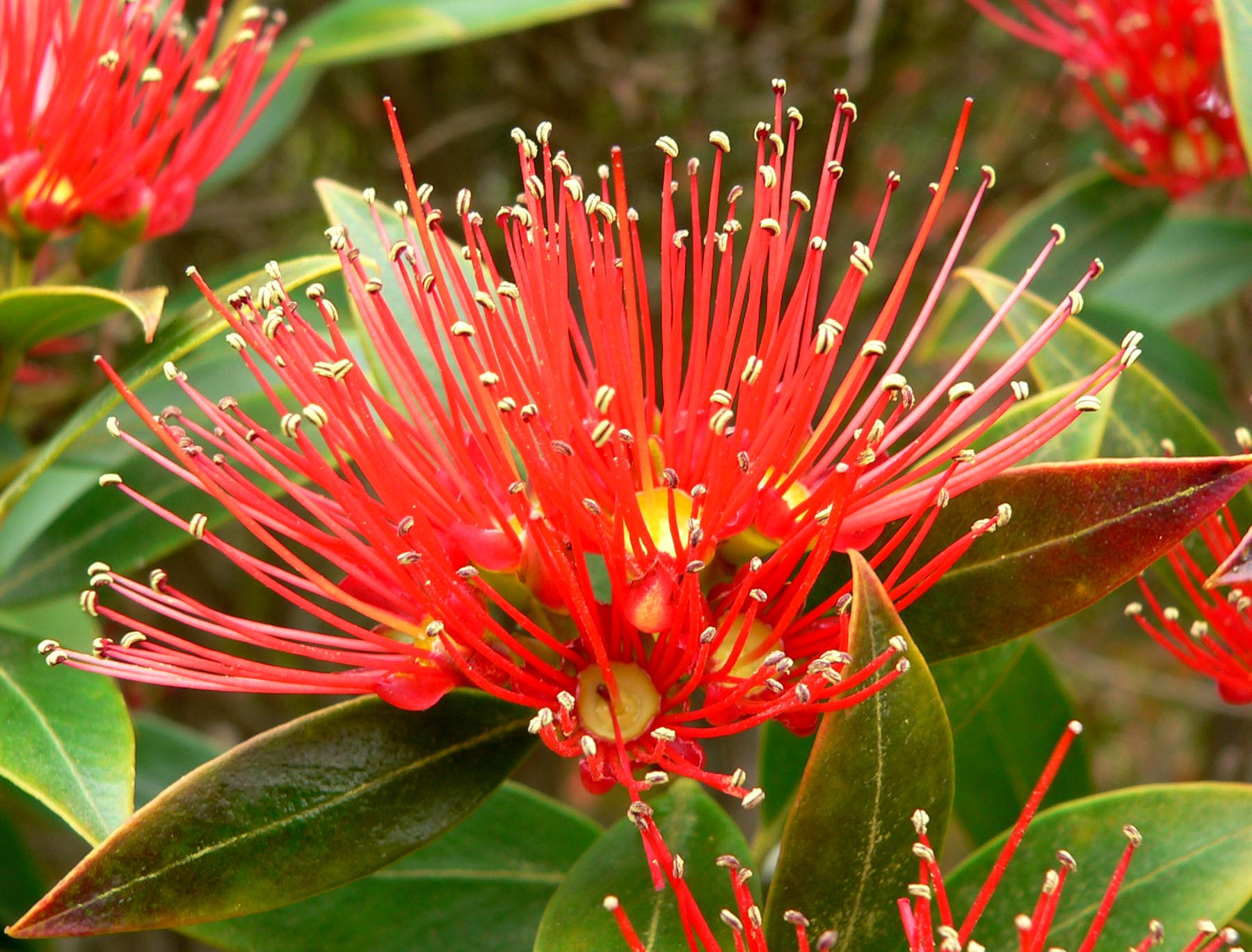
Metrosideros umbellata
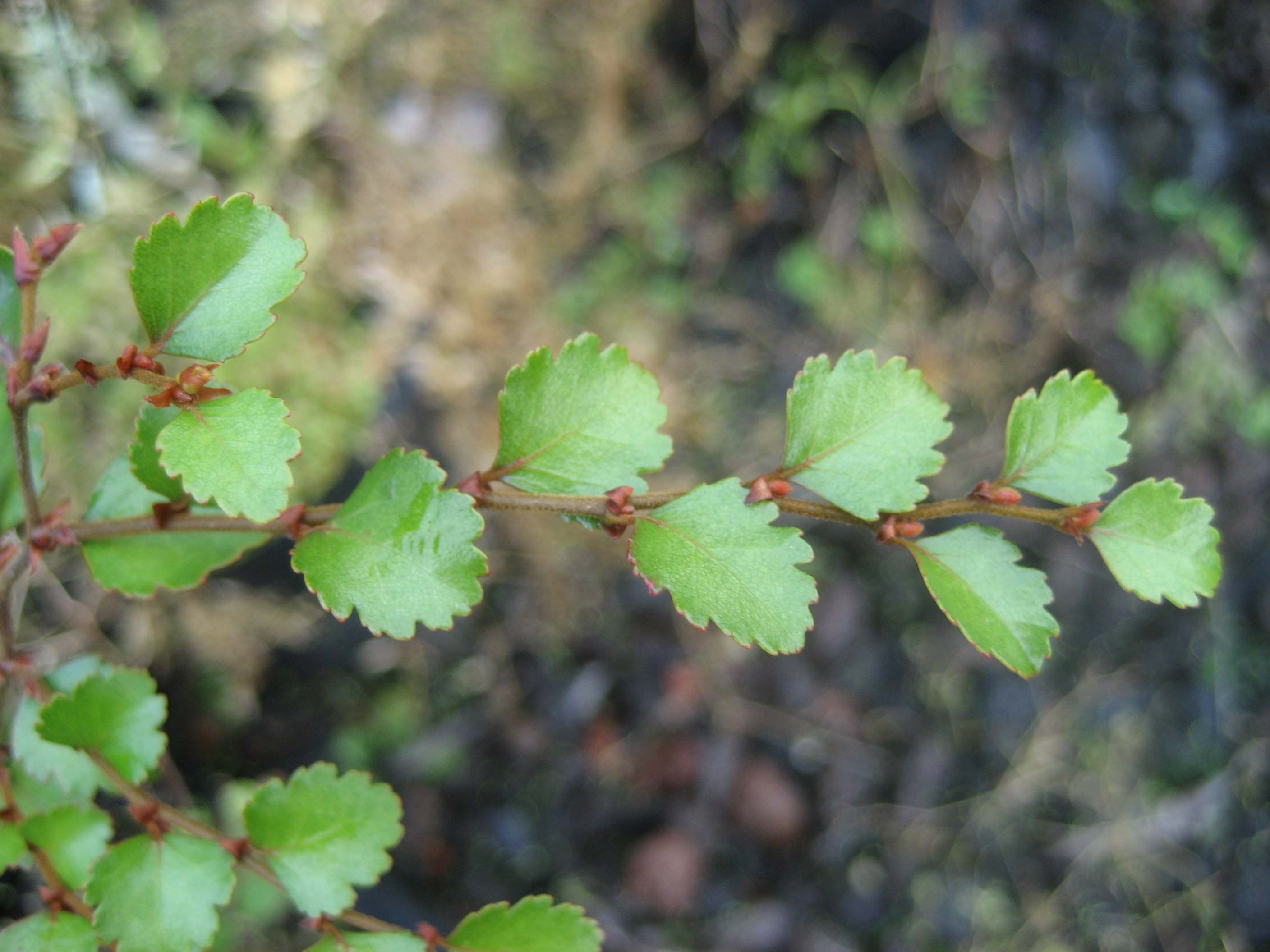
Nothofagus menziesii
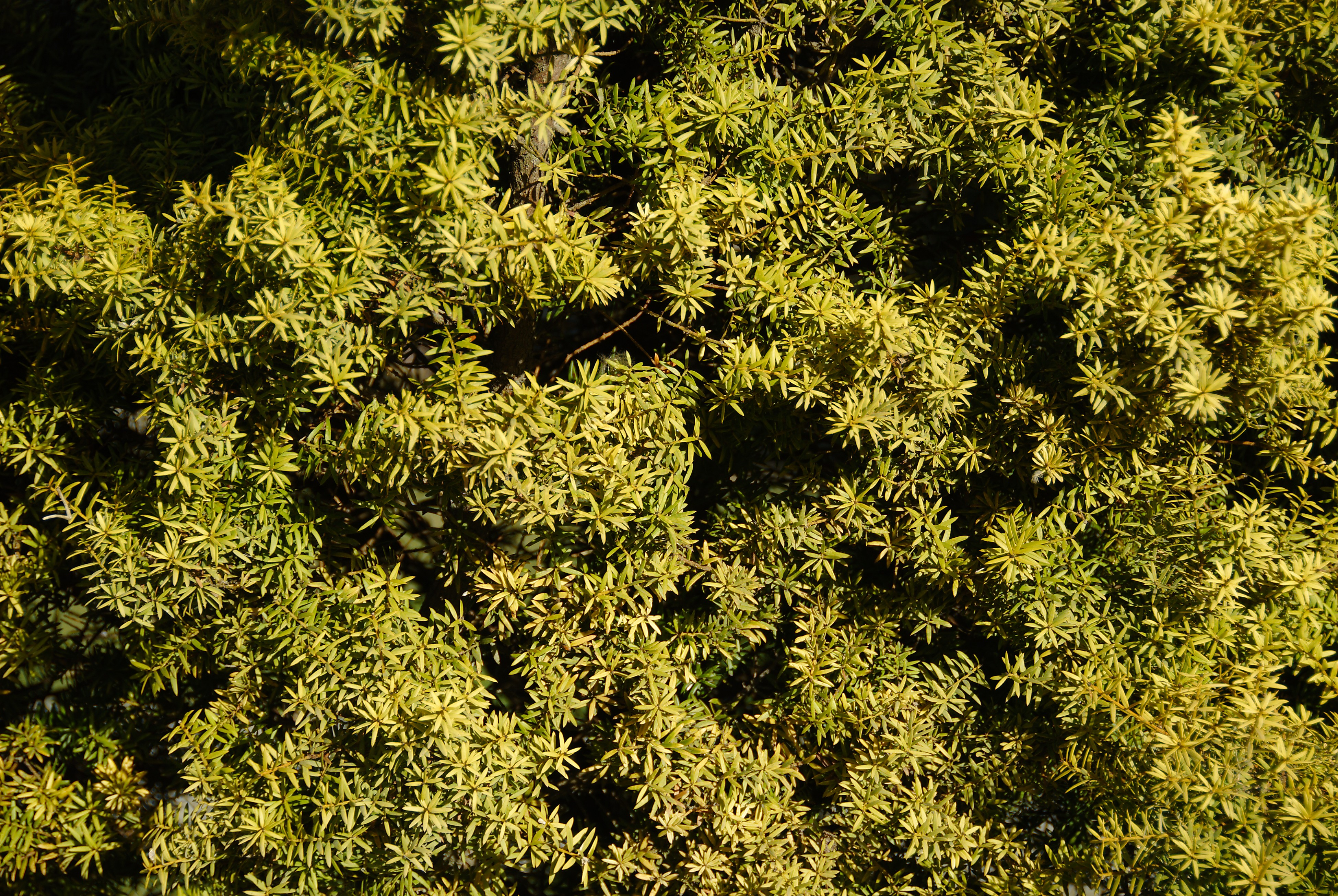
Podocarpus totara
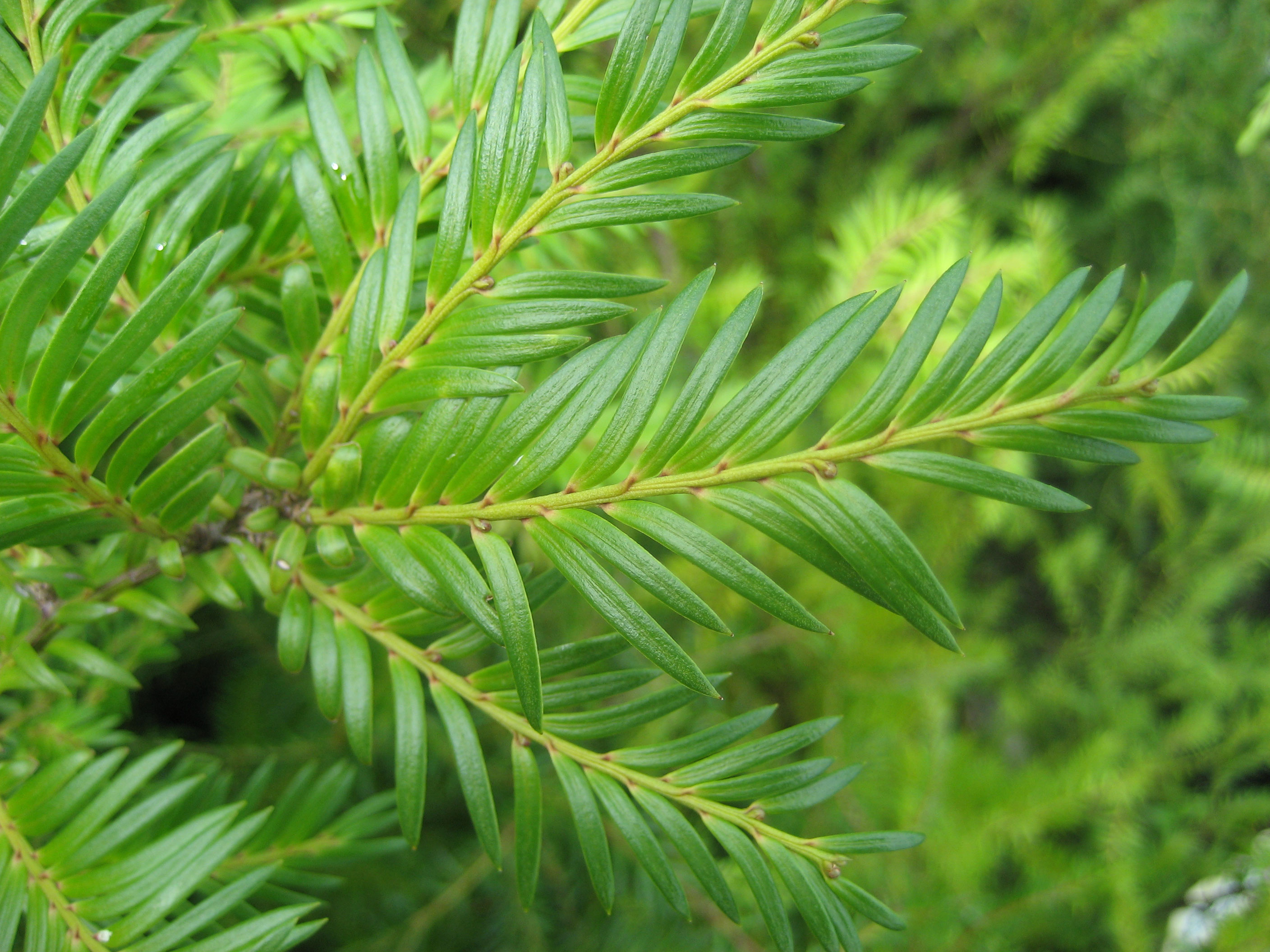
Prumnopitys ferruginea
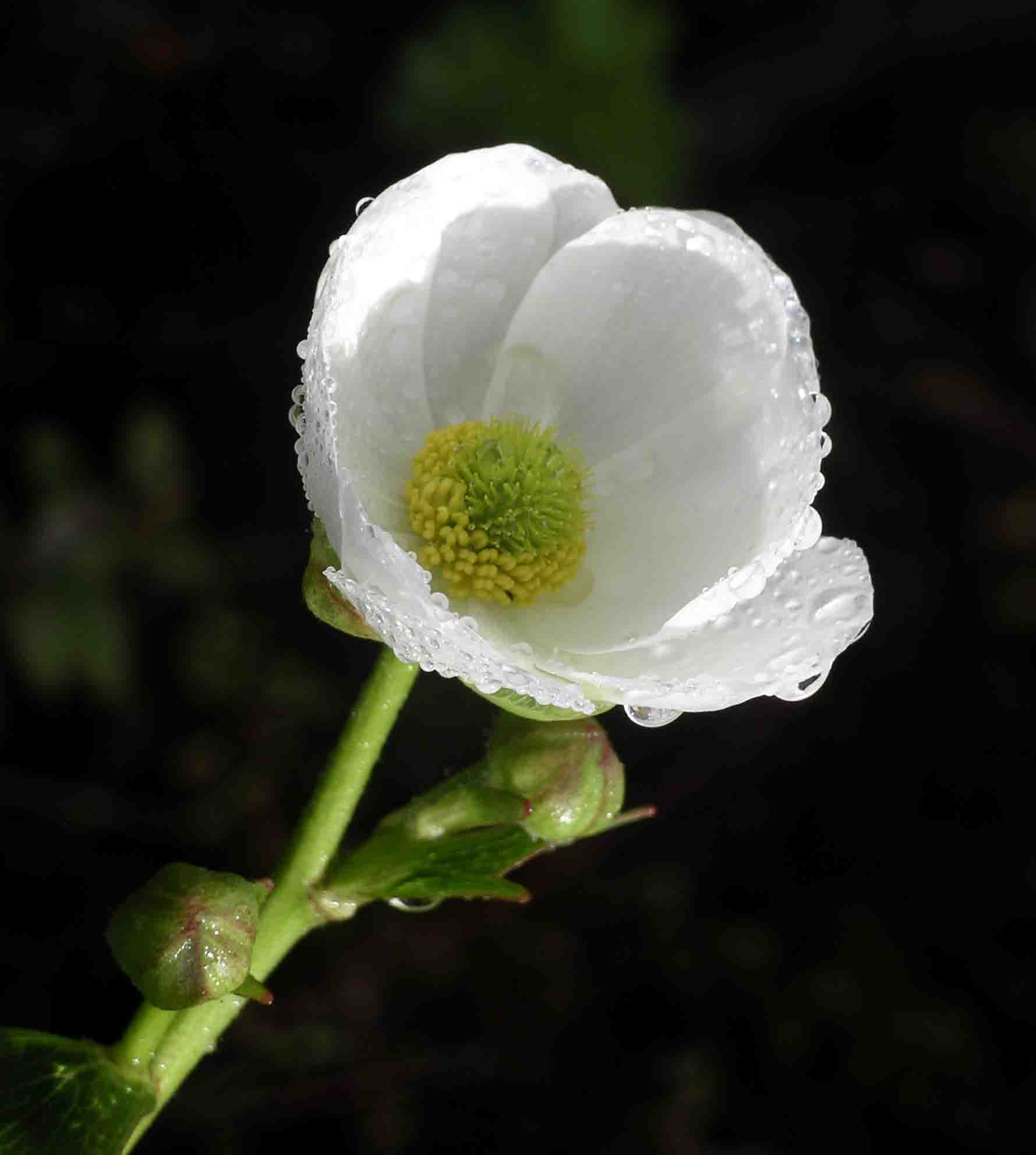
Ranunculus lyallii

## Fauna
W parku zaobserwowano takie gatunki ptaków jak barglik, skrętodziób, kiwi brunatny, kiwi plamisty, modrolotka żółtoczapkowa, pingwin grubodzioby, sokół nowozelandzki, szczudłak czarny, krzywonos, mewa czarnodzioba, maorysek leśny, kaka, kea, takahe, rybitwa czarnoczelna, kakapo czy łazik skalny. 
Występują tutaj także gatunki ssaków, w tym między innymi jeleń szlachetny czy ssak morski z rodziny uchatkowatych – kotik nowozelandzki.
Oprócz tego teren ten zamieszkują gatunki takie jak gad nadrzewny z rodziny gekonowatych Naultinus gemmeus czy ryba Galaxias argenteus.

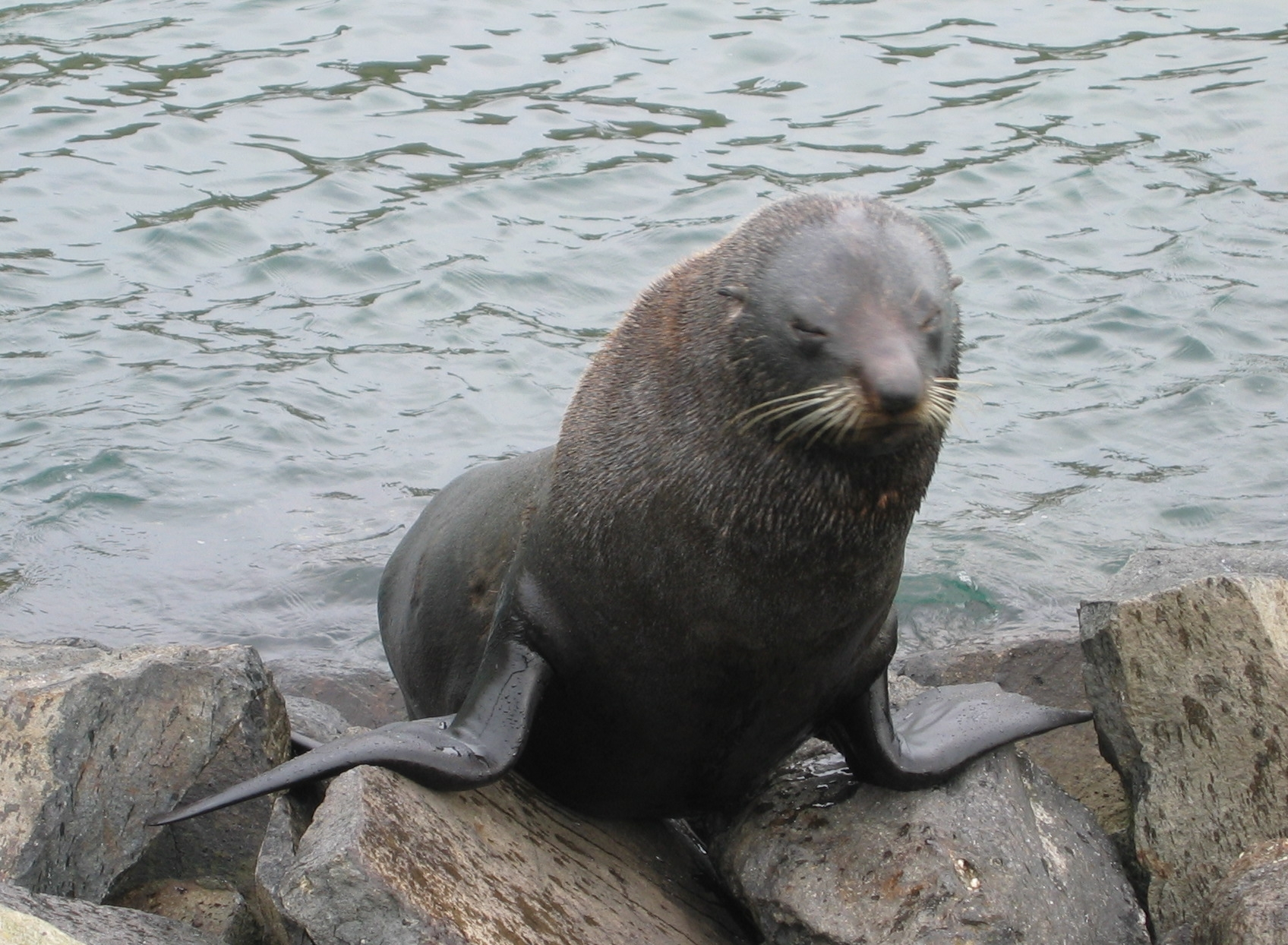
kotik nowozelandzki
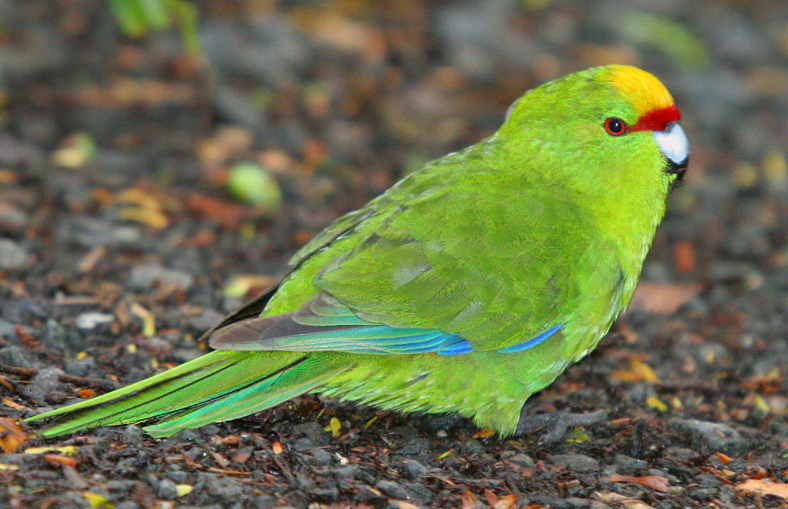
modrolotka żółtoczapkowa
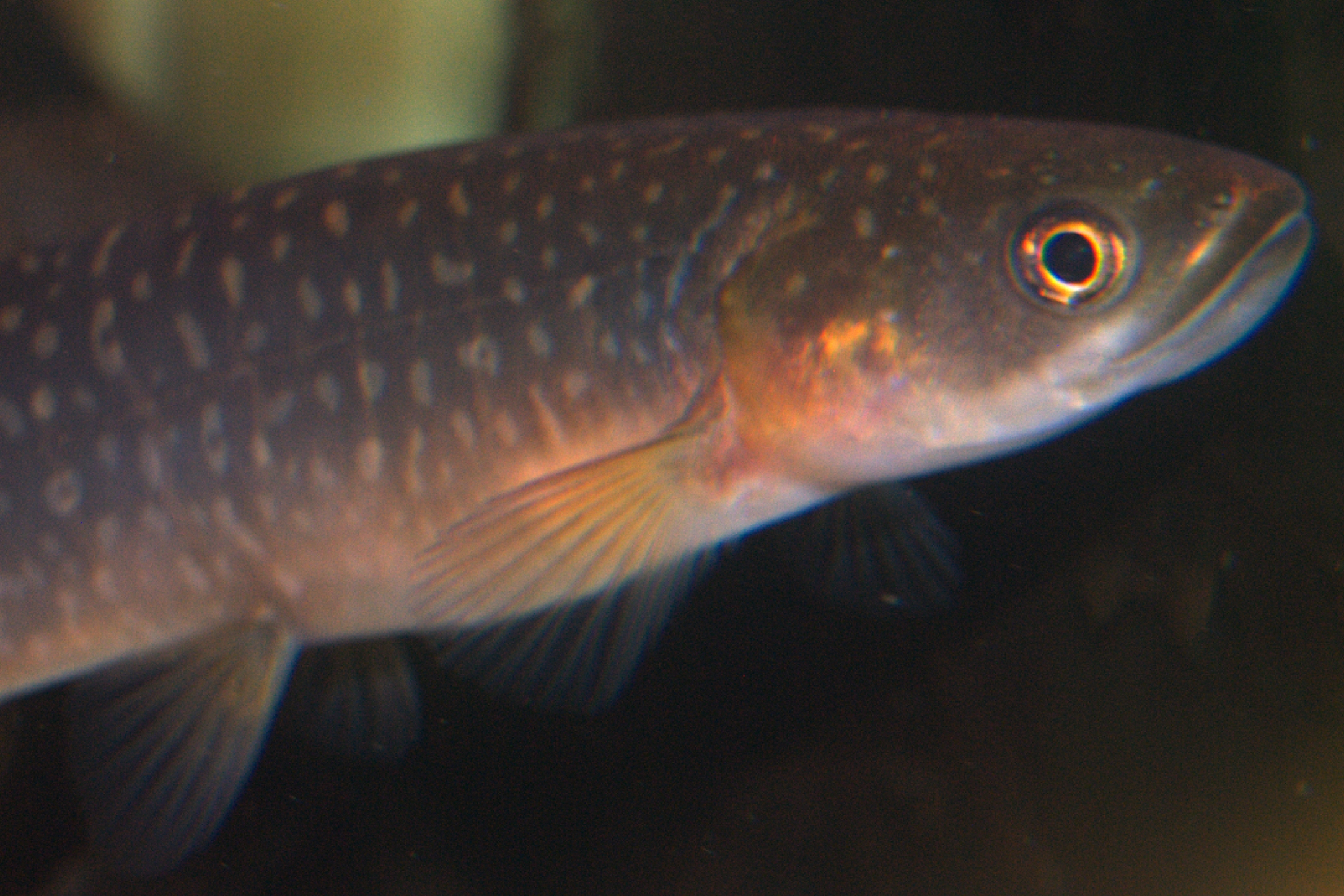
Galaxias argenteus
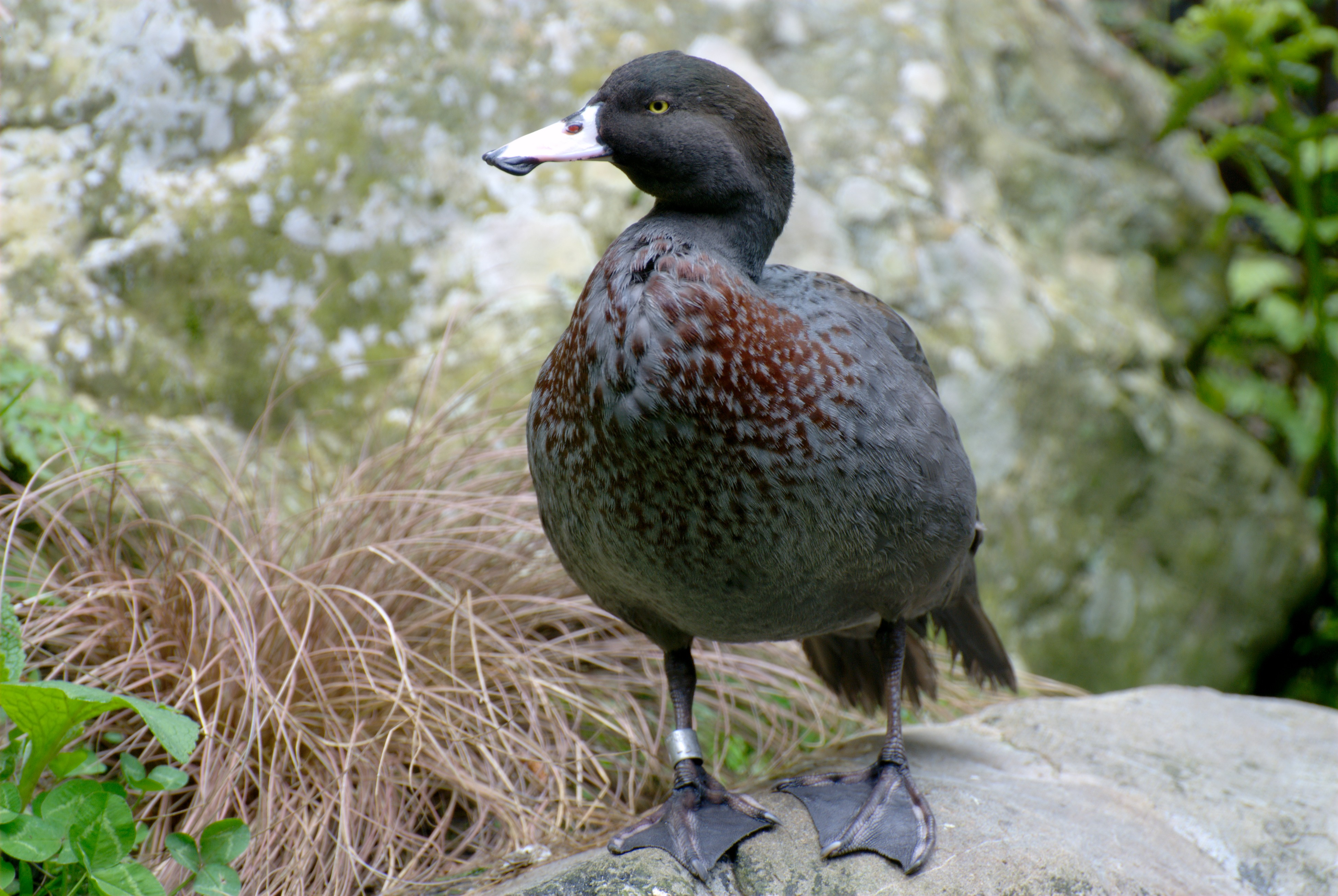
krzywonos
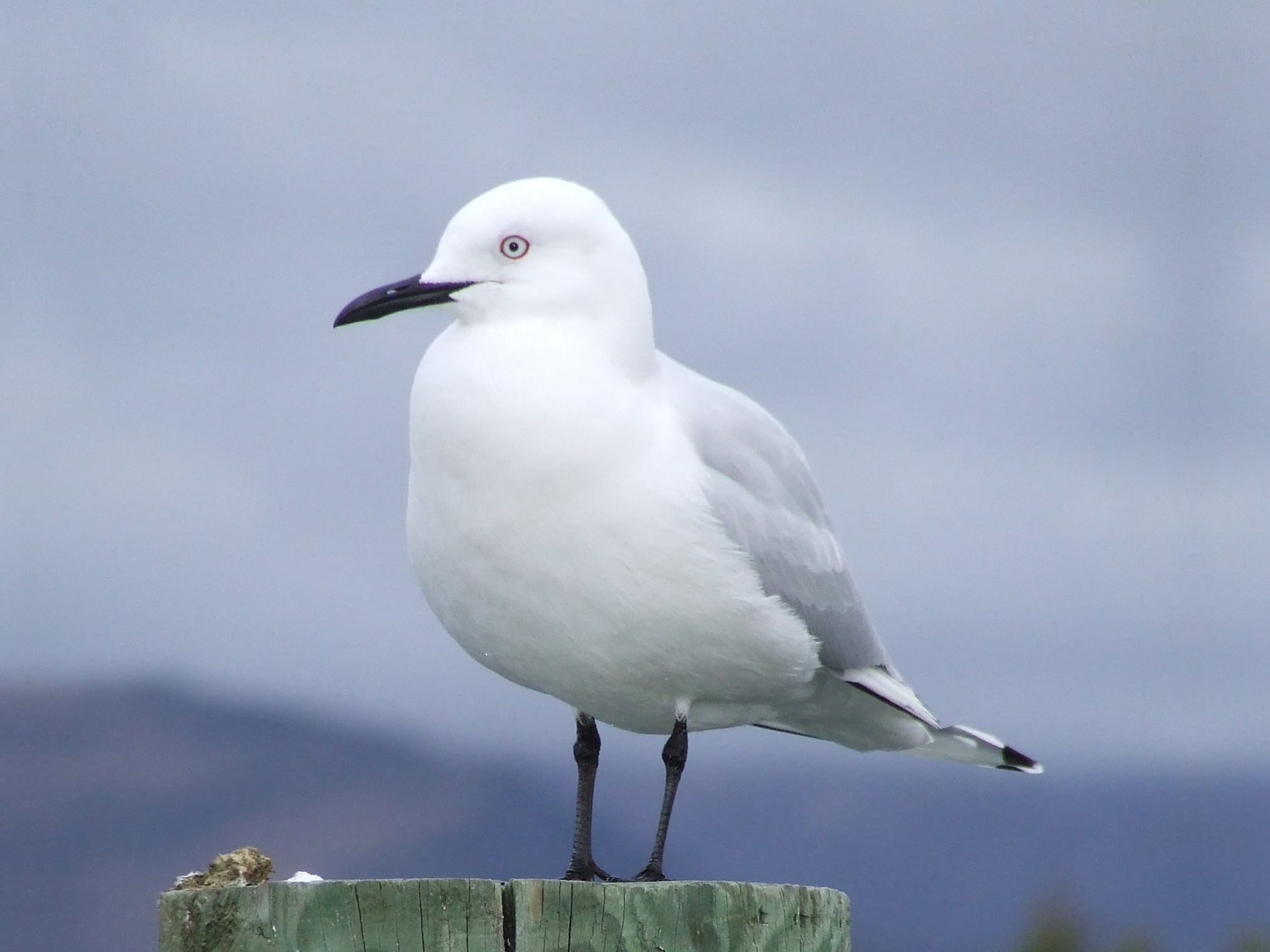
mewa czarnodzioba
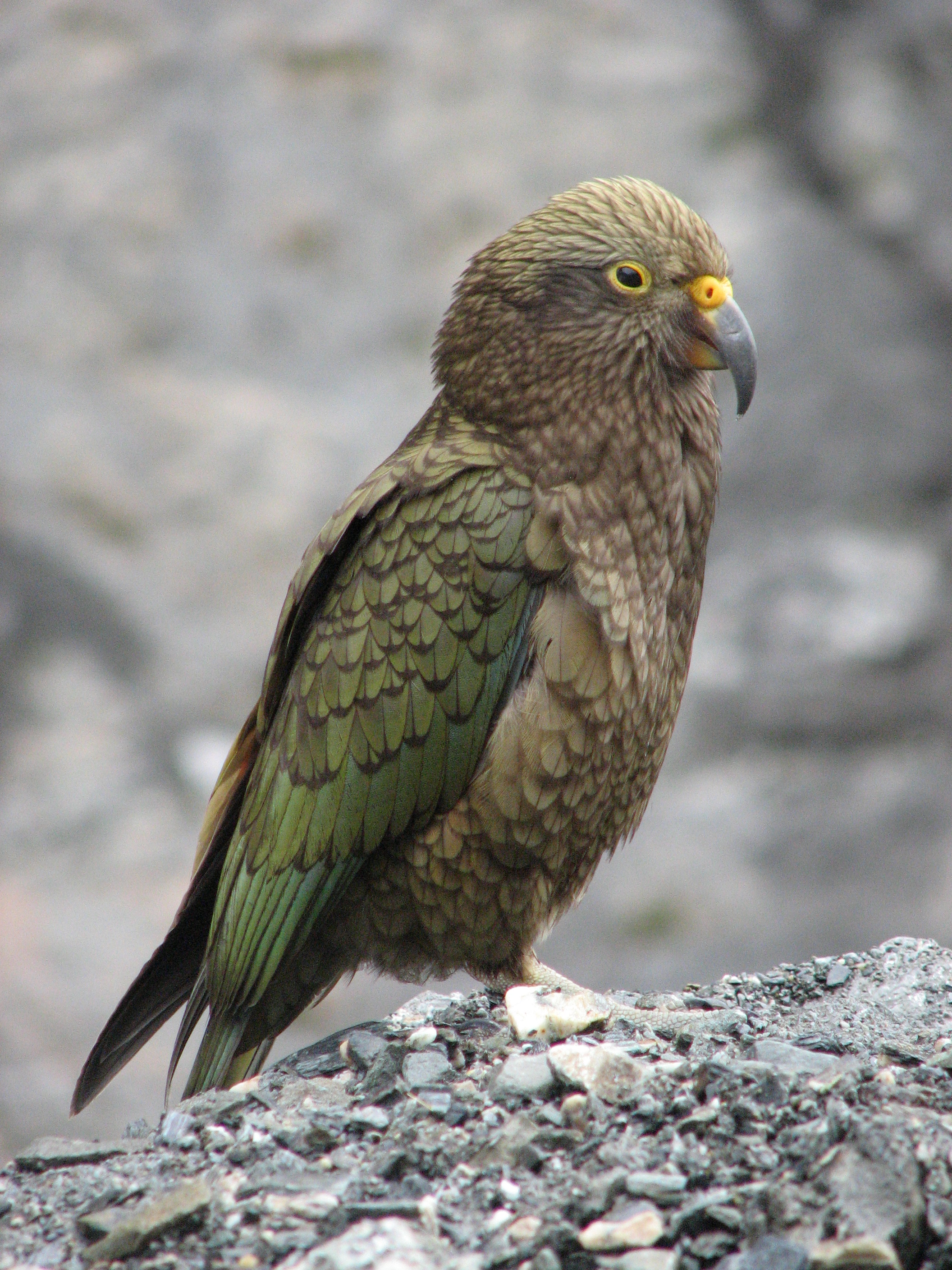
kea
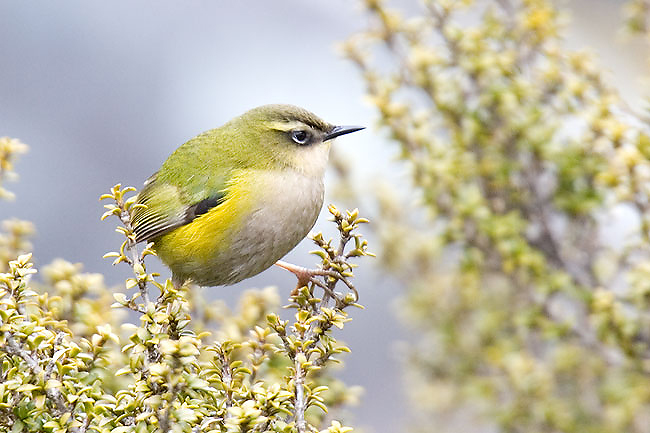
łazik skalny